# NGC 6491
NGC 6491 (ook: NGC 6493A) is een spiraalvormig sterrenstelsel in het sterrenbeeld Draak. Het hemelobject werd op 13 juni 1885 ontdekt door de Amerikaanse astronoom Lewis A. Swift.

## Synoniemen
- IRAS 17494+6132
- UGC 11008
- ZWG 300.80
- MCG 10-25-103
- PGC 60949